# Гебхард Констанцский
Гебхард Констанцский (нем. Gebhard von Konstanz, 949—995), также Гебхард II Брегенцский — епископ Констанца, занимавший кафедру в период с 979 по 995 годы, и с 1134 года почитающийся как святой-покровитель констанцского епископства и наследовавших ему епархий.

## Биографический очерк
Гебхард происходил из влиятельного в южной Германии дворянского рода, так называемых Удальрихингов, и находился тем самым в близкой родственной связи с Оттонами и герцогами Швабии. Он был младшим сыном графа Уотцо (= У(да)льриха) VII Брегенцского и Дитбурги; граф Винтертура Лютфрид был его старшим братом. Потерявший при рождении мать, и определённый к духовной карьере, он был отдан на воспитание своему дяде, констанцскому епископу Конраду I, благодаря чему получил образование в соборной школе, стал каноником, и был посвящён в сан.
Согласно Annales Heremi, после смерти епископа Гаминольфа в 979 году, Гебхард был избран домским капитулом новым предстоятелем констанцской епархии. Впрочем, не исключено, что епископом его поставил император Отто II, приходившийся ему крестником; при этом церемония посвящения в сан была проведена епископами Виллигисом Майнцским и Эрканбальдом Страсбургским в Майнцском соборе.
Как член семьи (лат. familiarissimus) императора, он был вовлечён в политические события своего времени, приняв участие в итальянском походе Отто II в 980/981 году, и принимал в Констанце членов королевской семьи в 980 (Отто II), в 988 и 994 годах (Отто III). В 990 году он на короткое время выполнял обязанности советника императрицы Феофано, и был администратором итальянских епископств Павия и Падуя.
О деятельности Гебхарда в качестве констанцского епископа известно немногое: что он освятил, либо основал целый ряд приходских церквей в пределах епархии, и что в год его смерти (995) в Констанце состоялся епархиальный синод.
Вероятно, его главным деянием следует считать основание бенедиктинского аббатства Петерсхаузен около 983 года, определённого для вечного поминовения его самого и его родителей. 28 октября 992 года Гебхард II освятил монастырскую церковь во имя св. Григория Великого, чему предшествовала его поездка в Рим в апреле 989 года и получение от Иоанна XV не только привилегий для нового монастыря, но и мощей (головы) Григория Великого. Несколько позднее Отто III передал монастырю также мощи апостола Филиппа.
Умерший 27 августа 995 года в Констанце, Гебхард II был согласно его воле похоронен в монастырской церкви Петерсхаузена.

## Канонизация
После успешной канонизации епископа Конрада I в 1123 году, скорее всего, по инициативе аббата Конрада I Петерсхаузенского начались усилия по причислению к лику святых и епископа Гебхарда. При этом, вероятно, преследовалась цель получить «своего» святого, чтобы тем лучше противостоять попыткам подчинения монастыря домскому капитулу. Тогда же было составлено житие Гебхарда лат. Vita beati Gebehardi, написанное одним из монахов Петерсхаузена, и проведена реконструкция монастырской церкви с возведением «подобающего святому» нового надгробия и алтаря. 27 августа 1134 года в ходе торжественной церемонии останки Гебхарда II были перезахоронены в новой могиле. Совершив тем самым перенесение мощей, Гебхард был объявлен святым, что подтверждается его определением в сопатроны монастырской церкви уже на следующий день.
Мощи Гебхарда Констанцского были утеряны в 1530 году в ходе Реформации, за исключением части его руки, переданной в 1821 году паломнической церкви свв. Георгия и Гебхарда Констанцского в замке Хоэнбрегенц.

## Почитание
Почитание св. Гебхарда во все времена фактически ограничивалось лишь пределами (бывшей) констанцской епархии.
- 27 августа — земельный праздник в австрийской федеральной земле Форарльберг.
- 26 ноября — церковное поминовение (совместно с Конрадом Констанцским) в епископствах Фрайбург, Роттенбург-Штутгарт и Санкт-Галлен.

Кроме того, св. Гебхард считается небесным покровителем города Констанц, земли Форарльберг и епископств Фрайбург и Фельдкирх.
В церковной традиции к св. Гебхарду обращаются за помощью при родах, и при болезнях горла.